# Sam De Grasse
Sam De Grasse (* 12. Juni 1875 in Bathurst, New Brunswick, Kanada; † 29. November 1953 in Hollywood, Los Angeles, Kalifornien, USA; eigentlich Samuel Alfred de Grasse) war ein kanadischer Schauspieler.

## Leben
Nachdem sein Bruder Joseph De Grasse als Regisseur im Filmgeschäft erfolgreich geworden war, folgte ihm Sam De Grasse und spielte 1912 seine erste Rolle in einem Film. Bis zum Jahr 1915 spielte De Grasse kleine und größere Rollen in unterschiedlichen Genres und verkörperte zumeist romantische Helden. Nachdem er in David Wark Griffiths Film Die Geburt einer Nation die Rolle des Senators Charles Sumner gespielt hatte, wurde Douglas Fairbanks auf De Grasse aufmerksam und setzte den Schauspieler 1916 in seinem Film The Good Bad Man zum ersten Mal ein. Im selben Jahr spielte De Grasse in Griffiths Intoleranz.
In Allan Dwans Robin-Hood-Verfilmung aus dem Jahr 1922 verkörperte De Grasse den Prinzen John, während Fairbanks in der Titelrolle zu sehen war. Nach Robin Hood verlegte sich De Grasse mehr und mehr auf die Rolle des Bösewichts, wie den Talleyrand 1927 in Fighting Eagle, einen Pharisäer in Cecil B. DeMilles  Epos König der Könige aus demselben Jahr oder James II. in The Man Who Laughs aus dem Jahr 1928. De Grasse, der nur zweimal in Tonfilmen auftrat, in Wall Street (1929) und in Captain of the Guard (1930), verließ das Filmgeschäft 1930. Der Onkel des Kameramanns Robert De Grasse hat in seiner Karriere in mehr als einhundert Filmen mitgewirkt und mit Regisseuren wie Erich von Stroheim, Paul Leni, Lewis Milestone und John Ford zusammengearbeitet.

## Filmografie (Auswahl)
- 1914: The Stolen Radium (Kurzfilm)
- 1914: The Gunman (Kurzfilm)
- 1915: Die Geburt einer Nation (The Birth of a Nation)
- 1915: A Man and His Mate
- 1915: Martyrs of the Alamo
- 1916: Acquitted
- 1916: The Good Bad-Man
- 1916: An Innocent Magdalene (Verschollen)
- 1916: The Half-Breed
- 1916: Intoleranz (Intolerance)
- 1917: Jim Bludso
- 1917: Der Wilde Westen (Wild and Woolly)
- 1917: Anything Once
- 1917: The Scarlet Car
- 1918: The Guilt of Silence
- 1918: The Narrow Path
- 1919: The Mother and the Law
- 1919: The Silk-Lined Burglar
- 1919: The Exquisite Thief
- 1919: Blinde Ehemänner (Blind Husbands)
- 1919: Heart o’ the Hills
- 1920: Moon Madness
- 1920: Uncharted Channels
- 1920: The Devil’s Passkey (Verschollen)
- 1920: Unseen Forces
- 1921: The Cheater Reformed
- 1921: Courage
- 1921: A Wife’s Awakening
- 1922: Robin Hood
- 1922: Forsaking All Others
- 1923: Slippy McGee
- 1923: Circus Days
- 1923: In the Palace of the King
- 1923: Tiger Rose
- 1923: The Courtship of Miles Standish
- 1923: Das goldene Land (The Spoilers)
- 1924: Der Sumpfengel (Painted People)
- 1924: The Virgin
- 1925: One Year to Live
- 1925: Sun-Up
- 1925: Charleston-Girls (Sally, Irene and Mary)
- 1926: Der Seeräuber (The Black Pirate)
- 1926: Sazarac, der Piratenkapitän (The Eagle of the Sea)
- 1926: Glanz und Elend in Hollywood (Broken Hearts of Hollywood)
- 1926: Love’s Blindness
- 1927: Das Galeerenschiff (When a Man Loves)
- 1927: König der Könige (The King of Kings)
- 1927: Captain Salvation
- 1927: The Fighting Eagle
- 1927: The Wreck of the Hesperus
- 1928: Der Mann, der lacht (The Man Who Laughs)
- 1928: Honor Bound
- 1928: The Racket
- 1928: Verkaufte Töchter (Our Dancing Daughters)
- 1928: Dog Law
- 1929: Silks and Saddles
- 1929: Illusion (The Last Performance)
- 1929: Wall Street
- 1930: Der Kapitän der Garde (Captain of the Guard)